# An der Weide (Wuppertal)
An der Weide war eine Ortslage im Norden des heutigen Wohnquartiers Arrenberg der bergischen Großstadt Wuppertal, Stadtteil Elberfeld. Der Name An der Weide ist als eigenständige Bezeichnung für diese Ortslage nicht mehr vorhanden.

## Lage und Beschreibung
Die Ortslage lag auf einer Höhe von 146 m ü. NN in der damaligen Wupperaue zwischen dem Gelände des Heizkraftwerks Elberfeld und der benachbarten Bahnstrecke Düsseldorf–Elberfeld.

## Geschichte
Die Ortslage ist aus einem Hof hervorgegangen, der als a.d.Weidt auf der Topographia Ducatus Montani des Erich Philipp Ploennies aus dem Jahr 1715 verzeichnet ist. 1815/16 besaß der Ort sechs Einwohner.
1832 gehörte An der Weide zur Pickartsberger Rotte des ländlichen Außenbezirks des Kirchspiels und der Stadt Elberfeld. Der laut der Statistik und Topographie des Regierungsbezirks Düsseldorf als Ackerhof kategorisierte Ort wurde als an der Weiden bezeichnet und besaß zu dieser Zeit ein Wohnhaus und zwei landwirtschaftliche Gebäude. Zu dieser Zeit lebten 5 Einwohner im Ort, alle evangelischen Glaubens.
Bis Mitte des 19. Jahrhunderts stand der Hof abseits städtischer Bebauung, was sich ab den 1840er Jahren mit dem Bau der Bahnstrecke änderte. Benachbart war das damals ebenso freistehende Vogelsaue auf der anderen Wupperseite. Mit der mehrgleisigen Erweiterung der Bahnstrecke, der Anlage der Simonstraße und dem Bau des Betriebshofs der Elberfelder Pferdebahn Ende des 19. Jahrhunderts auf dem Hofgelände ging An der Weide als eigenständige Ortschaft verloren. Die letzten freien Flächen wurden 1900 mit dem Heizkraftwerk bebaut.